# ادوارد ویلیام درینگتون بل
ادوارد ویلیام درینگتون بل (انگلیسی: Edward William Derrington Bell; ۱۸ مهٔ ۱۸۲۴ – ۱۰ نوامبر ۱۸۷۹) فرد نظامی اهل پادشاهی متحد بریتانیای کبیر و ایرلند بود. وی همچنین برندهٔ جوایزی همچون صلیب ویکتوریا شده‌است.